# Anthony Belleau
Anthony Belleau (Villeneuve-sur-Lot, 11 de abril de 1996) es un jugador de rugby francés, que actualmente juega para el club RC Toulon, en la Liga Francesa de Rugby, el Top 14 y en la Selección de rugby de Francia, desempeñando la posición medio apertura.

## Carrera

### Clubes
Belleau empezó a jugar a rugby desde niño para en club Lucerna en el que su padre era presidente, con 14 años es captado por la escuela de rugby del Sporting Union Agen donde completaría su formación hasta que en 2014 el RC Toulon puso sus ojos en él y lo firmó para jugar en sus categorías inferiores.
En la temporada 2016/17 hace su debut oficial con Toulon el 18 de septiembre ante Racing 92 en un partido en el que jugó 22 minutos y que perdieron por el tanteador de 41-30. Esa misma temporada se planta en la final del top 14 ante Clermont donde pierden con un marcador de 22-16.

### Internacional
Anthony Belleau ha jugador en las categorías inferiores del XV del gallo tanto en Sub-18 como en Sub-20 desde 2015. 
Después de ser convocado para una serie de entrenamientos para menores de 23 años, hace su debut con el combinado francés el 11 de noviembre de 2017 ante Nueva Zelanda con motivo de la en la ventana de noviembre, en un choque que ganan los del helecho plateado por el marcador de 18-38.